# The Weight (Obitelj Soprano)
"The Weight" je 43. epizoda HBO-ove televizijske serije Obitelj Soprano i četvrta u četvrtoj sezoni serije. Napisao ju je Terence Winter, režirao Jack Bender, a originalno je emitirana 6. listopada 2002.

## Radnja
Johnny Sack u lokalu u New Yorku razgovara sa svojim suradnikom, Joeom Peepsom. Johnny ondje opazi člana ekipe Ralpha Cifaretta, Donnyja K., te se razbjesni kad ga ugleda kako se smije i šali s barmenom, što ga podsjeća kako je Ralph ispričao uvrjedljivu šalu o Johnovoj supruzi, Ginny. Dok se Donny K. sprema otići, Johnny ga počne pratiti do izlaza, prebije ga i pomokri se na njega. Tony saznaje za događaj sljedećeg jutra te ga muči što je Johnny reagirao tako neumjesno, pogotovo zato što je podšef. Johnny podsjeća Tonyja na Ralphovu šalu o Ginnynoj težini. Tony uvjerava Johnnyja da je šala neumjesna, ali da smatra kako mora zaštiti svoje kapetane jer mu Ralph donosi najveću zaradu.
Johnny zatim pokuša nagovoriti šefa obitelji Lupertazzi Carminea Lupertazzija da zajedno s Juniorom intervenira kako bi sredio odnose između obitelji koje su već narušene zbog projekta Esplanade. Stric Junior preporuči da Johnny dobije udio u građevinskom poslu ekipe Aprile. Međutim, Johnny želi likvidirati Ralpha jer je nanio sramotu na njegovu suprugu. Nakon što nije dobio potporu ni od Carminea ni od Juniora, Johnny odlučuje unajmiti plaćenog ubojicu da posjeti Ralphieja u Miamiju, gdje se nalazi na odmoru. U međuvremenu, Carmine, koji je Johnnyjevu ljutnju shvatio kao prijetnju profitima od Esplanadea, natukne Tonyju da dâ ubiti njegova podšefa. Prilično iznenađenog Tonyja Stric Junior savjetuje da Johnnyjevu likvidaciju povjeri zloglasnoj ekipi starijeg vojnika iz Rhode Islanda, Loua "DiMaggia" Galine - koji je nadimak stekao jer kao sredstvo ubojstva koristi bejzbolsku palicu. No, u Miamiju su se događaji već pokrenuli, gdje ubojica otkrije Ralpha u njegovu hotelu hotelu. U Jerseyju, Johnny uhvati Ginny u kućnoj praonici kako potajno jede slatkiše te se izdere na nju zašto mu laže. Ginny postaje emocionalna i pokuša uvjeriti Johnnyja kako uistinu pokušava smršavjeti. Johnny je uvjerava kako mu nije bitno kako izgleda sve dok je ona sretna. Otkazuje Ralphiejevo ubojstvo u posljednjem trenutku te prilazi Tonyju, ponudivši pomirenje. Iznenađen, te osjećajući olakšanje, Tony zauzvrat otkazuje Johnnyjevu likvidaciju.
U međuvremenu, kćer dr. Elliota Kupferberga, Saskia, preporučuje Meadow da se pridruži pravnom centru južnog Bronxa - na što Tony prigovori, zbog slabe zarade od siromašne klijentele. Meadow se ne slaže s očevim savjetom i nastavlja volontirati. Carmela se sve više zbližava s Furiom, koji priređuje skromnu zabavu dobrodošlice u povodu useljenja u svoj novi dom, a par zapleše na talijansku glazbu. Carmela je sretna da Furio ostaje u SAD-u te s vremena na vrijeme vodi A.J.-a u posjete Furiu kako bi se osigurala da neće prijeći granicu.
Sljedeće večeri, dok Tony i Carmela leže u krevetu, Tony pokloni Carmeli usku dizajnersku haljinu te je zamoli da je odjene. Carmela to učini, a Tony nježno komplimentira njenoj seksi figuri. Počnu voditi ljubav dok Meadow u susjednoj sobi pušta glazbu sa zabave, podsjećajući Carmelu na Furia, što je navede da prekine Tonyja u njegovim namjerama i ode do kćerine sobe gdje joj kaže da stiša glazbu. Tony i Carmela nastavljajući voditi ljubav, ali u Carmelinoj glavi nastavlja svirati glazba, sugerirajući na koga misli dok vodi ljubav s Tonyjem.

## Glavni glumci
- James Gandolfini kao Tony Soprano
- Lorraine Bracco kao dr. Jennifer Melfi
- Edie Falco kao Carmela Soprano
- Michael Imperioli kao Christopher Moltisanti
- Dominic Chianese kao Corrado Soprano, Jr.
- Steven Van Zandt kao Silvio Dante
- Tony Sirico kao Paulie Gualtieri *
- Robert Iler kao A.J. Soprano
- Jamie-Lynn Sigler kao Meadow Soprano
- Aida Turturro kao Janice Soprano *
- Joe Pantoliano kao Ralph Cifaretto
- Drea de Matteo kao Adriana La Cerva
- Federico Castelluccio kao Furio Giunta
- Vincent Curatola kao Johnny Sack

* samo potpis

### Gostujući glumci
| - Elena Aaron kao pipničarka u Bada Bingu - Lisa Altomare kao Rose - Sharon Angela kao Rosalie Aprile - Soundis Bardu kao Rahimah - Peter Bogdanovich kao dr. Elliot Kupferberg - Denise Borino kao Ginny Sacrimoni - Richard Bright kao Frank Crisci - Carl Capotorto kao Little Paulie Germani - Stan Carp kao Alfred - Joseph Castellana kao Lou 'Dimaggio' Galina - Matthew Del Negro kao Brian Cammarata - Ramon Fernandez kao kućni pomoćnik - Raymond Franza kao Donny K. | - Robert Funaro kao Eugene Pontecorvo - Joseph R. Gannascoli kao Vito Spatafore - Julie Goldman kao Saskia Kupfenberg - Dan Grimaldi kao Patsy Parisi - Tony Lip kao Carmine Lupertazzi - Richard Maldone kao Ally Boy Barese - Anna Mancini kao Donna Parisi - Joe Maruzzo kao Joey Peeps - Angelo Massagli kao Bobby Baccalieri, Jr. - Chris Mazzilli kao barmen u restoranu - Jeff Robins kao Chris - Stephen Sable kao ubojica s Floride - Maureen Van Zandt kao Gabriella Dante |

## Prva pojavljivanja
- Joseph "Joey Peeps" Peparelli: vojnik/izvršni kapetan u obitelji Lupertazzi. Suradnik Johnnyja Sacka.
- Brian Cammarata: Carmelin rođak.
- Lou "DiMaggio" Gallina: plaćeni ubojica ekipe Atwell Avenue.
- Frank Crisci: plaćeni ubojica ekipe Atwell Avenue.

## Naslovna referenca
- Naslov se odnosi na šalu koju je Ralph Cifaretto zbio o težini Ginny Sacrimoni u epizodi "No Show", za koju Johnny Sack kasnije čuo od Paulieja.
- Naslov je i referenca na istoimenu pjesmu The Banda. U pjesmi, težina je (iako se u stihovima spominje kao "teret") premještanje tereta s jedne osobe na drugu. Teret Johnnyja Sacka činjenica je da je Ginny izvrgnuta ruglu te da mu Tony i Carmine nisu dopustili osvetu. Zauzvrat, Johnny Sack želi ubiti Ralpha, onoga koji se narugao, kako bi skinuo teret.

## Reference na druge medije
- Kad Tony posjećuje Juniora u njegovu domu, Junior na televiziji gleda Tko želi biti milijunaš?, komentirajući natjecatelja koji je iskoristio sve svoje jokere.

## Glazba
- Glazba s Furiove zabave uključuje "O'Mare" i "Vesuvio" talijanskog sastava Spaccanapoli.
- Kad Furio posjećuje Carmelu, u pozadini svira "Suddenly Last Summer" sastava The Motels.
- U sceni u Bada Bingu svira "Tush" ZZ Topa.

## Vanjske poveznice
- The Weight u internetskoj bazi filmova IMDb-a